# Geron hybus
Geron hybus är en tvåvingeart som beskrevs av Daniel William Coquillett 1894. Geron hybus ingår i släktet Geron och familjen svävflugor.
Artens utbredningsområde är Kalifornien. Inga underarter finns listade i Catalogue of Life.